# Zvirnjača
Zvirnjača ist ein überwiegend kroatisch bevölkertes Dorf in der Gemeinde Kupres in Südwestbosnien. Es liegt in einem Polje auf 1.130 Metern über Meereshöhe an der Grenze zur Gemeinde Prozor-Rama, die in der Herzegowina liegt. Nördlich des Ortes verläuft die Regionalstraße von Tomislavgrad nach Prozor. Zvirnjača wurde auch vor dem Krieg hauptsächlich von Kroaten bewohnt. Nach dem Krieg blieben nur noch 500 Kroaten im Ort. Zvirnjaca besteht aus den Ortsteilen Latinuk, Tovili, Gašpari, Draga, Beškeri, Karlići und Bobići.

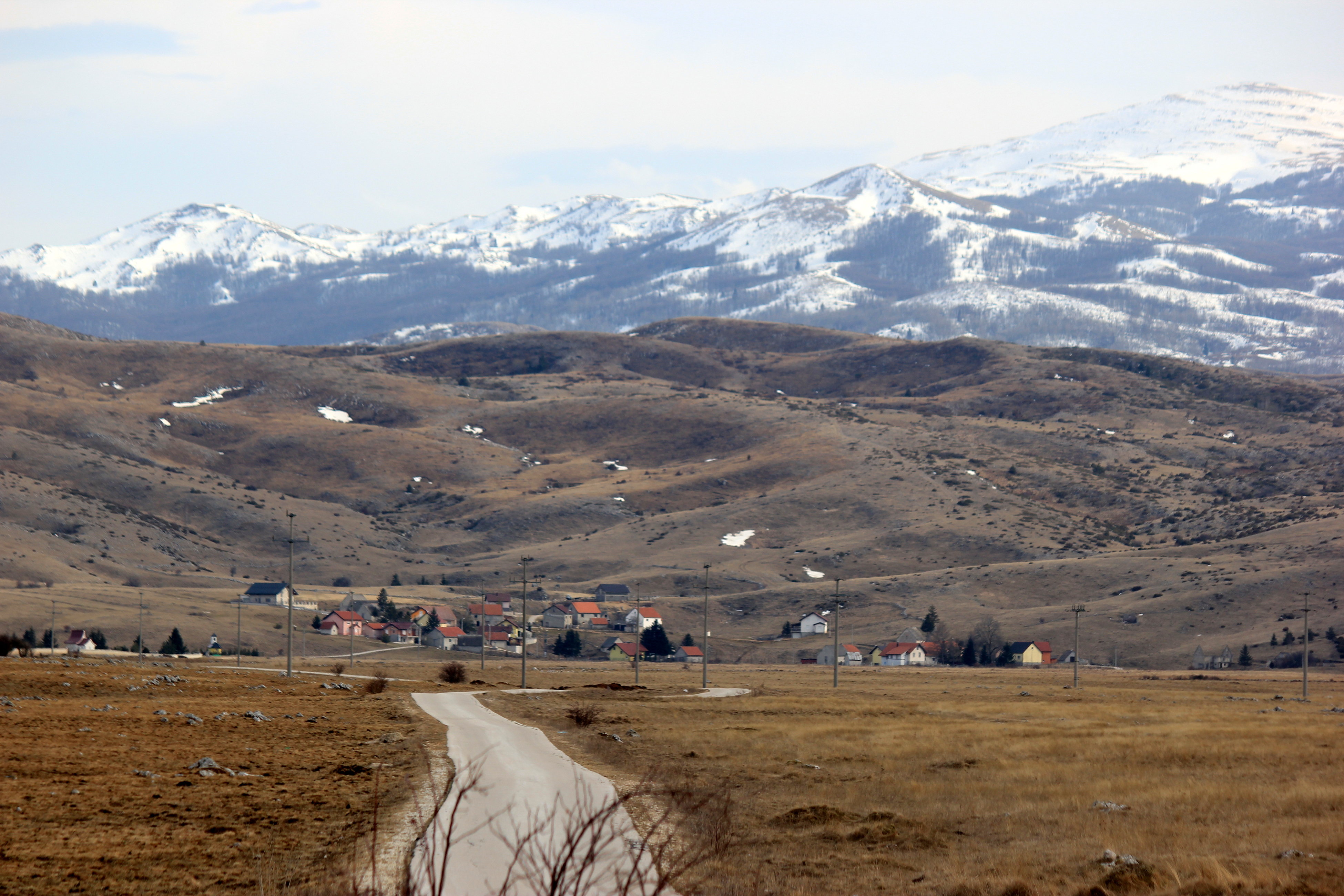
Zvirnjača mit den Bergen des Vran im Hintergrund